# Chimarra pedalis
Chimarra pedalis är en nattsländeart som beskrevs av Banks 1931. Chimarra pedalis ingår i släktet Chimarra och familjen stengömmenattsländor. Inga underarter finns listade i Catalogue of Life.